# Trampa iónica
Una trampa de iones o trampa iónica es una combinación de campos eléctricos o magnéticos que captura iones en una región de un sistema o tubo al vacío. Las trampas iónicas tienen una gran cantidad de usos científicos, como la espectroscopia de masas o el atrapar iones cuando los estados cuánticos del ion son manipulados. Los dos tipos más comunes de trampas de iones son la trampa de Penning y la trampa de Paul (trampa iónica cuadrupolar).
La trampa de Paul se usa más a menudo cuando se necesitan hacer estudios de manipulación de estados cuánticos. Este tipo de trampa puede llevar a la creación de una computadora cuántica de iones atrapados. y ya ha sido utilizado para crear los relojes atómicos más precisos del mundo.

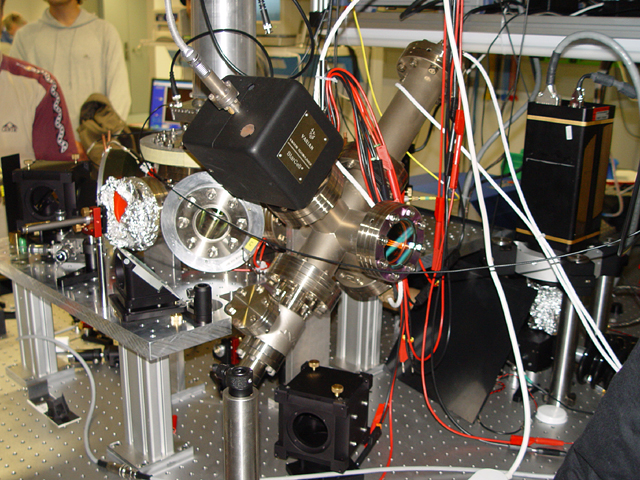
Trampa de iones utilizada en una computadora cuántica.

Un espectrómetro de masas basado en una trampa iónica puede incorporar una trampa de Penning (espectroscopia de masas por resonancia iónica de ciclotrón por transformada de Fourier), una trampa de Paul o una trampa de Kingdon. El Orbitrap, introducido en 2005, está basado en la trampa de Kingdon. Otros tipos de espectrómetros de masa pueden utilizar también una trampa iónica cuadrupolar lineal como filtro selectivo de masas.
En un cañón de electrones (dispositivo que emite electrones a alta velocidad como en los tubos de rayos catódicos), se puede implementar una trampa iónica encima del cátodo (usando un electrodo adicional cargado positivamente entre el cátodo y el electrodo de extracción) para prevenir su degradación por los iones positivos que se aceleran en sentido contrario, debido a los campos que deben empujar a los electrones desde el cátodo.

## Tipos de trampas iónicas

Esquema de una trampa de Penning. En azul las líneas de campo eléctrico y en rojo las líneas de campo magnético.

### Trampa de Penning
Las trampas de Penning son utilizadas para el almacenamiento de partículas cargadas usando un campo magnético estático constante y un campo eléctrico espacialmente inhomogéneo.

### Trampa de Paul
Las trampas de Paul o trampas iónicas cuadrupolares utilizan una corriente eléctrica directa estática y campos eléctricos oscilando a frecuencias de radio para atrapar a los iones. Este tipo de trampas reciben su nombre en honor de Wolfgang Paul, por cuyo invento recibió el Premio Nobel de Física de 1989.

### Trampa de Kingdon
Las trampas de iones de Kingdon consisten en un alambre central delgado y un electrodo exterior cilíndrico. Al aplicar un voltaje estático, aparece un potencial logarítmico entre los dos electrodos. El Orbitrap es un tipo de espectrómetro de masas basado en la trampa de Kingdon.

## Tubos de rayos catódicos
Aproximadamente en 1958, antes de la introducción de tubos de rayos catódicos de caras aluminizadas, se utilizaron dispositivos conocidos como trampas de iones. Estas trampas debían ser delicadamente ajustadas para obtener un máximo brillo. El propósito de estos dispositivos era evitar que los iones decoloraran la pantalla de fósforo.